# Nyctalus aviator
Nyctalus aviator — вид рукокрилих родини Лиликові (Vespertilionidae).

## Поширення, поведінка
Країни проживання: Китай, Японія, Корея, Корейська Народно-Демократична Республіка. Лаштує сідала в дуплах дерев і харчується в лісі літаючими комахами. Веде нічний спосіб життя.

## Загрози та охорона
Вирубка лісів і втручання людини вважається однією з основних загроз в Японії.